# Ex Chiesa di San Giovanni decollato
L'ex Chiesa di San Giovanni decollato (oggi Sala San Giovanni) si trova nel centro storico di Cuneo, in Piemonte.

## Storia
La chiesa faceva parte della Confraternita di San Giovanni Decollato (o della Misericordia) fondata nel 1595. I membri della Confraternita si occupavano dell'assistenza ai carcerati, ai condannati a morte e alle loro famiglie; per questo la chiesa si trovava vicino alle forche.
La prima chiesa fu iniziata il 25 marzo 1596 e venne poi ampliata nel 1633; in questa occasione fu costruito anche l'ospizio per le orfane che qui ricevevano istruzione e assistenza fino al matrimonio. Questa chiesa è descritta per la prima volta il 4 ottobre 1658 nella Visita pastorale di monsignor Beggiamo: è dotata di tre altari; l'altar maggiore è dedicato a san Giovanni Battista, gli altri due rispettivamente all'Annunciazione e ai santi Paolo e Ponziano.
Nel 1727 si inizia la costruzione di una nuova chiesa; non è noto il nome dell'architetto. La decorazione interna fu realizzata tra 1732 e 1733 ed è stata attribuita a Giovan Francesco Gaggini.
Il 12 novembre 1801 la chiesa e i locali adiacenti furono sequestrati dal Governo Francese e divennero tribunale militare. Il patrimonio mobile della chiesa fu disperso. In seguito l'edificio divenne magazzino e tra 1851 e 1869 fu salone per il Convitto Civico. In questa occasione alcune delle decorazioni di epoca barocca furono sostituite da stucchi con i ritratti di eroi risorgimentali. Nel 1869 fu magazzino dell'Intendenza di Finanza e passò poi alla proprietà comunale.
Tra 1903 e 1904 l’intero complesso fu sopraelevato di un piano e simultaneamente si modificò anche il fronte su Via Roma; questo comportò la distruzione della facciata settecentesca della chiesa. Dopo il 1973 il Comune entrò in possesso dell’intero edificio e avviò alcuni lavori di ristrutturazione per installarvi gli uffici. Nel 1984 la volta della chiesa crollò a causa di un'abbondante nevicata. Dopo il restauro è divenuto un salone utilizzato per esposizioni, conferenze e concerti.

## Descrizione
La chiesa è ad aula unica. A causa del crollo del 1984 è andata completamente perduta la decorazione della volta. La zona del presbiterio ha pianta ellittica e presenta decorazioni ad affresco e stucchi. Il dipinto dell'altar maggiore (oggi perduto) era messo in risalto da una cornice in stucco ornata in alto da un medaglione con la Madonna di Loreto sorretto da angeli. Sulle pareti laterali sono affrescate due scene della Vita di San Giovanni Battista: la Visitazione e la Danza di Salomè. Nelle specchiature minori sono dipinte figure di profeti, tra i quali si riconoscono Davide, Mosè ed Elia.
Dell'arredo originario della chiesa, andato disperso con le soppressioni di epoca napoleonica, si conserva ancora in città il dipinto della Madonna di Loreto (presso il Museo Diocesano San Sebastiano).